# Power Rangers : Dino Tonnerre
 (mars 2024).
La mise en forme du texte ne suit pas les recommandations de Wikipédia : il faut le « wikifier ».
Les points d'amélioration suivants sont les cas les plus fréquents. Le détail des points à revoir est peut-être précisé sur la page de discussion.
- Les titres sont pré-formatés par le logiciel. Ils ne sont ni en capitales, ni en gras.
- Le texte ne doit pas être écrit en capitales (les noms de famille non plus), ni en gras, ni en italique, ni en « petit »…
- Le gras n'est utilisé que pour surligner le titre de l'article dans l'introduction, une seule fois.
- L'italique est rarement utilisé : mots en langue étrangère, titres d'œuvres, noms de bateaux, etc.
- Les citations ne sont pas en italique mais en corps de texte normal. Elles sont entourées par des guillemets français : « et ».
- Les listes à puces sont à éviter, des paragraphes rédigés étant largement préférés. Les tableaux sont à réserver à la présentation de données structurées (résultats, etc.).
- Les appels de note de bas de page (petits chiffres en exposant, introduits par l'outil «  Source ») sont à placer entre la fin de phrase et le point final[comme ça].
- Les liens internes (vers d'autres articles de Wikipédia) sont à choisir avec parcimonie. Créez des liens vers des articles approfondissant le sujet. Les termes génériques sans rapport avec le sujet sont à éviter, ainsi que les répétitions de liens vers un même terme.
- Les liens externes sont à placer uniquement dans une section « Liens externes », à la fin de l'article. Ces liens sont à choisir avec parcimonie suivant les règles définies. Si un lien sert de source à l'article, son insertion dans le texte est à faire par les notes de bas de page.
- La présentation des références doit suivre les conventions bibliographiques. Il est recommandé d'utiliser les modèles {{Ouvrage}}, {{Chapitre}}, {{Article}}, {{Lien web}} et/ou {{Bibliographie}}. Le mode d'édition visuel peut mettre en forme automatiquement les références.
- Insérer une infobox (cadre d'informations à droite) n'est pas obligatoire pour parachever la mise en page.

Pour une aide détaillée, merci de consulter Aide:Wikification.
Si vous pensez que ces points ont été résolus, vous pouvez retirer ce bandeau et améliorer la mise en forme d'un autre article.
Chronologie
 Force Cyclone Super Police Delta
Power Rangers : Dino Tonnerre est la douzième saison de la série télévisée américaine Power Rangers, adaptée du super sentai japonais Bakuryū Sentai Abaranger et produite par la Walt Disney Company.
Composée de 38 épisodes, elle a été diffusée aux États-Unis à partir du 14 février 2004 et en France sur TF1 dans TF! Jeunesse du 5 janvier au 17 décembre 2005.
Elle voit le retour du personnage de Tommy Oliver, qui avait successivement servi de Ranger vert puis blanc dans les premières saisons, puis de rouge dans la génération Zeo, et réapparaît ici en tant que Ranger Dino Tonnerre noir.

## Synopsis
Le docteur Tommy Oliver, archéologue et ancien membre des Power Rangers, entreprend avec l'aide de son collègue Anton Mercer la création d'organismes à base d'ADN de dinosaure, destinés à aider à la protection de la planète. L'expérience tourne mal lorsque Mercer est transformé en une créature reptilienne du nom de Mesogog, et décide d'utiliser les créatures issues des recherches à son propre profit. Tommy réussit à faire exploser l'île où ont eu lieu les recherches, tuant apparemment Mesogog et ses forces, avant de fuir.
Quelque temps plus tard, alors que Tommy s'inscrit comme professeur dans un lycée, Mesogog resurgit de façon mystérieuse. Dans les incidents qui suivent, trois des élèves entrent en possession des Dinocristaux : Connor McKnight, un jeune footballeur immature, Ethan James, un passionné d'informatique et de jeux vidéo et Kira Ford, une jeune musicienne qui espère faire carrière. Ils obtiennent des pouvoirs et la capacité de contrôler les Dinozords créés par Tommy et Mercer. Tommy est alors contraint de les recruter et de les former en tant que nouveaux Power Rangers pour lutter contre Mesogog. Très peu de temps après, Tommy trouve un Dino Cristal noir, qui permet d'acquérir un pouvoir d'invisibilité et de rejoindre l'équipe de façon active.
Plus tard, un Ranger blanc les attaque. Il semble cependant reconnaitre Kira, qui parvient à le raisonner, et il décide de dévoiler son identité aux autres, qui n'en reviennent pas : il est en réalité Trent Mercer, le fils d'Anton, manipulé par Mesogog afin de les détruire. Trent leur avoue bien plus tard que Mesogog est en fait son père qui ne parvient pas à maîtriser ses transformations.
Mesogog se débarrasse finalement d'Elsa en la transformant en humaine. Trent parvient à libérer son père de l'emprise de Mesogog qui semble être anéanti ; Zeltrax décide d'enlever Elsa, qui essaie de le raisonner. Les Rangers utilisent leurs Zords pour détruire Zeltrax pour de bon, mais ils se rendent alors compte que c'est loin d'être fini car Mesogog est en réalité vivant et bien plus puissant. Au terme d'un combat épique où ils finissent par perdre définitivement leurs pouvoirs, ils le vainquent une fois pour toutes et peuvent ainsi reprendre une vie normale.

## Distribution

### Rangers Dino Tonnerre
| Acteurs                                      | Rôles                       | Rangers                    | Armes                                                                 | Pouvoirs      | Véhicules                                      | Armures             | Zords                |
| -------------------------------------------- | --------------------------- | -------------------------- | --------------------------------------------------------------------- | ------------- | ---------------------------------------------- | ------------------- | -------------------- |
| James Napier Robertson (VF : Franck Tordjman | Conner McKnight             | Ranger Dino Tonnerre rouge | Dino Morpher, Dino Cristal rouge, Épée Maxi Tonnerre, Bâton T-Rex     | Vitesse T-Rex | Raptor Ranger, Moto Dino rouge                 | Mode Super Dino     | TyrannoZord          |
| James Napier Robertson (VF : Franck Tordjman | Conner McKnight             | Ranger Triassique          | Bouclier du Triomphe, Morpher Triassique                              |               |                                                | Puissance TransDino | Zord Triassique      |
| Kévin Duhaney (VF : Donald Reignoux)         | Ethan James                 | Ranger Dino Tonnerre bleu  | Dino Morpher, Dino Cristal bleu, Épée Maxi Tonnerre, Bouclier Tricéra | Peau Tricéra  | Raptor Ranger bleu, Moto Dino bleue, Aéro Moto | Mode Super Dino     | TricéraZord          |
| Emma Lahana (VF : Christelle Lang)           | Kira Ford                   | Ranger Dino Tonnerre jaune | Dino Morpher, Dino Cristal jaune, Épée Maxi Tonnerre, Griffes Ptéra   | Cri Ptéra     | Raptor Ranger jaune, Moto Dino jaune           | Mode Super Dino     | PtéraZord            |
| Jason David Frank (VF: Laurent Mantel)       | Dr. Thomas « Tommy » Oliver | Ranger Dino Tonnerre noir  | Brachio Morpher, Dino Cristal noir, Lance Brachio                     | Invisibilité  | Raptor Ranger noir, Quad Dino noir             | Mode Super Dino     | BrachioZord          |
| Jeffrey Parazzo (VF : Tony Marot)            | Trent Fernandez-Mercer      | Ranger Dino Tonnerre blanc | Drago Morpher, Dino Cristal blanc, Drago Épée                         | Camouflage    | Quad Dino blanc                                | Mode Super Dino     | DragoZord, StégoZord |

### Amis

#### Cyber Espace
Le Cyber Espace est un café Internet détenu et géré par Hayley Ziktor. C'est également le lieu de rencontre local des Rangers Dino Tonnerre.
- Hayley Ziktor (Ismay Johnston) : Hayley Ziktor est la propriétaire et la gérante de Hayley's Cyberspace, un cybercafé situé à Reefside. Après l'enlèvement de Tommy Oliver par les forces de Mesogog, il est révélé qu'Hayley est une ancienne amie de collège de Tommy Oliver et est responsable de la création des différentes technologies utilisées par les Rangers Dino Tonnerre. Après que Tommy Oliver est devenu le Ranger Dino Tonnerre noir, elle continue d'aider les Rangers Dino Tonnerre en gérant les ordinateurs dans la base et en construisant des armes et des véhicules à la demande, y compris en faisant voler l'Aéro Moto qu'elle a fabriqué pour le Ranger Dino Tonnerre bleu lorsqu'il est nécessaire de vaincre Tutenhawken.

#### Lycée de Reefside
Le lycée de Reefside est le lycée fréquenté par les Rangers Dino Tonnerre.
- Cassidy Agnès Cornell (Katrina Devine) : Cassidy Cornell est une étudiante à l'école secondaire de Reefside et aspire à devenir une journaliste célèbre. Elle tente de réaliser ses rêves en postulant pour un emploi à la chaîne de télévision Channel 6, où les directeurs des médias lui offrent un poste si elle parvient à découvrir l'identité des Rangers Dino Tonnerre, en particulier celle du Ranger Dino Tonnerre blanc pendant un court laps de temps. Elle a également d'autres intérêts romantiques, ayant brièvement fréquenté Ethan James avant de rompre avec lui après avoir réalisé qu'ils avaient très peu en commun. Cassidy découvre finalement l'identité des Rangers Dino Tonnerre grâce à son caméraman, Devin Del Valle, qui les enregistre, mais décide de garder le secret afin d'éviter que leur vie ne soit ruinée par des harcèlements constants. Elle se rend ensuite au bal des finissants avec Devin Del Valle.
- Devin Del Valle (Tom Hern) : Devin Del Valle est un étudiant à l'école secondaire de Reefside et le caméraman de Cassidy Cornell. Il est également un joueur de talent, capable de battre Ethan James lors d'un tournoi de jeux vidéo. Devin obtient secrètement un stage à la chaîne Channel 6, spécifiquement sur l'émission Funky Fisherman's Cartoon Cavalcade, qu'il cache à Cassidy Cornell par crainte qu'elle ne soit jalouse. Il découvre finalement l'identité des Rangers Dino Tonnerre, les enregistre lorsqu'ils se transforment et le présente à Cassidy, mais la persuade de ne pas le divulguer au public. Finalement, les deux se rendent ensemble au bal des finissants.
- Derrick (Dwayne Cameron) : Derrick est un étudiant à l'école secondaire de Reefside et l'un des coéquipiers de soccer de Conner McKnight qui tente de se battre avec Ethan James, le Ranger Dino Tonnerre bleu, après qu'il l'a insulté. Plus tard, il devient ami avec Ethan après que celui-ci a utilisé ses compétences en informatique pour lui apprendre à réaliser un coup de pied de soccer plus efficace.
- Alexi Poporoff (Winston Harris) : Alexi Poporof est un grand joueur de football étranger. Il vient d'intégrer le Lycée de Reefside dans le cadre d'un échange scholaire. Il semble très distant et froid au premier abord, mais c'est parce qu'il maîtrise mal le français.
- Madame Porter (Lori Dungey) : Madame. Porter est une professeure d'histoire à l'école secondaire de Reefside qui emmène ses élèves en excursion dans un musée abritant une statue du monstre égyptien, Tutenhawken.
- Krista (Antonia Prebble) : Krista est une militante écologiste et une étudiante à l'école secondaire de Reefside qui tente de sauver un vieil arbre que la principale Randall essaie de couper afin d'obtenir la Fontaine de Jouvence située en dessous. Conner essaie de l'impressionner en feignant son intérêt pour sauver l'arbre, mais elle l'entend et rompt avec lui. Elle est ensuite capturée par Zeltrax après qu'il a renforcé ses pouvoirs grâce à l'arbre, mais est sauvée par Conner après qu'il a débloqué la Puissance TransDino. Il montre alors un véritable amour pour l'environnement en aidant à planter un nouvel arbre, et on le voit plus tard accompagner Conner McKnight au bal du lycée.
- Dr. Norton Morton (Peter Daube) : Le Docteur Norton Morton est un grand vulcanologue de l’état. Il vient faire classe à Reefside, en remplaçant une journée le Docteur Oliver. Son expertise en volcans fascine Elsa qui le kidnappe pour le transformer en monstre. Après la destruction de celui-ci, le Docteur Morton retrouve son apparence normale.

#### Reefside
- Kylee Styles (Morgan Reese Fairhead) : Kylee Styles est une ancienne amie d'enfance de Kira Ford, la Ranger Dino Tonnerre jaune, avec qui elle faisait aussi de la musique. Cependant, leur relation a changé lorsque Kylee a été découverte par un producteur de musique et a complètement changé de style musical. Elle développe une personnalité plus narcissique jusqu'à ce que sa jeunesse lui soit volée par Donkeyvac, et c'est Hayley qui lui rappelle son ancien son.
- Conseillère municipale Eleanor Sanchez (Jennifer Rucker) : Eleanor Sanchez travaille à la mairie de Reefside en tant que conseillère en ce qui concerne le district. Elle est contactée par Tommy lorsqu'Anton Mercer cherche à racheter le Cyber Espace. Grâce à son statut, elle parvient à empêcher la transaction.
- Nikki Valentina (Chantel Gaiqui) : Nikki Valentina est une actrice vaniteuse de la célèbre émission de télévision Ocean Alert, qui est capturée par Mesogog afin de lui voler son essence après avoir été témoin de sa nature maléfique. Elle parvient à s'échapper de la forteresse insulaire de Mesogog en passant par un Téléportail, et elle offre à Devin Del Valle une apparition dans Ocean Alert après l'avoir sauvée d'une attaque de monstre.
- Anton Mercer (Latham Gaines) : Anton Mercer est le PDG de Mercer Industries et l'ancien employeur de Tommy Oliver. Les deux ont collaboré à diverses expériences, notamment la création de la créature Fossilador et des Tyannodrones. Il réalise également une expérience sur lui-même qui crée une personnalité alternative nommée Mesogog, qui souhaite transformer le monde en l'ère des dinosaures. À un moment donné, il adopte Trent Fernandez après que ses parents ont été perdus lors d'une expédition et aspire à ce qu'il suive ses traces, malgré son amour pour le dessin. Il déménage à Reefside à peu près au même moment où les Rangers Dino Tonnerre sont formés et se montre froid et distant au début. Lorsque Tommy se retrouve piégé dans son état morphé, il assure temporairement son poste d'enseignant de sciences. Anton tente de se libérer de Mesogog en cherchant un remède à son état, et lorsque cela ne fonctionne pas, il aide les Rangers Dino Tonnerre à arrêter Mesogog en intégrant Trent à leur équipe après la destruction de l'encodage maléfique du Dino Cristal blanc. Anton est finalement libéré du contrôle de Mesogog après s'être séparé de lui-même et, après avoir été sauvé de la captivité de Mesogog, il soutient son fils dans ses aspirations artistiques, tandis que Mesogog est détruit par les Rangers Dino Tonnerre.
- Eddie (Kelson Henderson) : Eddie est un manager musical qui voulait collaborer avec Kira Ford sur une nouvelle chanson et un clip vidéo. Il a tenté de changer son style et son image jusqu'à ce que Kira s'affirme et enregistre la chanson et le clip vidéo à sa manière.
- Carson Brady (Neill Rea) : Carson Brady est un célèbre auteur et dessinateur de comics, comme Lexicon Extreme ou Maximum Honor. Il se rend à Reefside pour faire une séance de dédicaces de son dernier projet. C'est à cette occasion qu'il rencontre Trent, à qui il propose de jeter un oeil à ses dessins, ainsi que la Principale Randall qui lui offre un nouveau stylo. Sans attendre, Carson utilise son stylo le soir-même pour un nouveau projet. Il travaille toute la nuit, comme possédé, et découvre son oeuvre le lendemain matin. Il a écrit une histoire sur les Power Rangers... mais ce qu'il ne sait pas c'est que ceux-ci sont bel et bien enfermés dans les pages de sa bande dessinée. Avant d'aller déposer son nouveau chef-d'œuvre chez son éditeur, Carson offre un exemplaire à Trent. Celui-ci lui dévoile alors son identité secrète de Ranger Dino Tonnerre Blanc. C'est ainsi qu'il peut se dessiner dans l'histoire de Carson et délivrer ses amis. Après cette histoire, Carson accepte de collaborer avec Trent sur une nouvelle bande dessinée, entièrement financée par Anton Mercer.
- Angéla (Hannah Tolich) : Angela est une fille geek que Ethan James, le Ranger Dino Tonnerre Bleu, a rencontrée dans la file d'attente pour le film Asteroid Conquest. Plus tard, on la voit comme la cavalière d'Ethan James au bal de fin d'année.

#### Chaîne Canal 3
- Edward Cormier (Stephen Hall) : Edward Cormier est le directeur de la chaîne de télévision locale, Channel 6, qui offre à Cassidy Cornell et Devin Del Valle des emplois à la station s'ils découvrent l'identité des Ranger Dino Tonnerre. Il est également responsable d'avoir offert des stages à Kira Ford et Devin Del Valle sur l'émission Funky Fisherman's Cartoon Cavalcade.
- Funky Fisherman (Nigel Godfrey) : Funky Fisherman est le héros de l'émission pour enfants du même nom, diffusée sur la chaîne Canal 3. Il présente cette émission en binôme avec Marty le Maquereau. Fisherman a pris la grosse tête depuis ses débuts jusqu'à en oublier son amitié pour Marty. Sans le vouloir, Elsa enferme Fisherman dans une télé et s'enfuit avec Marty le Maquereau qu'elle transforme en monstre. Les Rangers s'occupent de faire sortir Fisherman de la télé grâce aux rayons du monstre. Cette aventure permet à Funky Fisherman de remarquer ses erreurs et de demander pardon à son ami afin de redémarrer sur de meilleures bases.
- Marty le Maquereau (Cameron Rhodes) : Marty le Maquereau est le co-présentateur d'une émission pour enfants, diffusée sur la chaîne Canal 3. Alors qu'il était très proche de Funky Fisherman, son co-présentateur, Marty est laissé pour compter depuis que le héros a pris la grosse tête. Sans le vouloir, Elsa enferme Fisherman dans une télé et s'enfuit avec Marty le Maquereau qu'elle transforme en monstre. Les Rangers s'occupent de faire sortir Fisherman de la télé grâce aux rayons du monstre. Marty le Maquereau est retransformé en lui-même après la destruction du monstre. Après cette aventure, Marty et Fisherman repartent sur de nouvelles bases, décidés à ne plus oublier leur belle amitié.

#### Le Mage de la Forêt
- Beldorf (Tim Raby) : Beldorf est un sorcier du jeu vidéo Wizard Wood qui se lie d'amitié avec Ethan James, le Ranger Dino Tonnerre bleu, après que ce dernier a été envoyé là-bas par le monstre Demagnetron. Il est ensuite temporairement libéré du jeu vidéo, mais il retourne à Wizard Wood après que les Rangers Dino Tonnerre ont détruit Demagnetron.

#### Inconscient de Tommy
Dans un état comateux, Tommy Oliver se bat contre des incarnations de ses anciens rôles de Power Rangers.
| Saisons             | Acteurs                  | Rôles                       | Rangers            |
| ------------------- | ------------------------ | --------------------------- | ------------------ |
| Mighty Morphin      | Jason David Frank (voix) | Dr. Thomas « Tommy » Oliver | Ranger vert        |
| Mighty Morphin      | Jason David Frank (voix) | Dr. Thomas « Tommy » Oliver | Ranger blanc       |
| Power Rangers : Zeo | Jason David Frank (voix) | Dr. Thomas « Tommy » Oliver | Zeo Ranger V rouge |

#### Blue Bay Harbor

##### Ninja Rangers
| Acteurs                               | Rôles                    | Rangers                 |
| ------------------------------------- | ------------------------ | ----------------------- |
| Pua Magasiva (VF : Yannick Debain)    | Shane Clarke             | Ranger du Vent rouge    |
| Sally Martin (VF : Christelle Lang)   | Tori Hanson              | Ranger du Vent bleu     |
| Glenn McMillan (VF : Franck Tordjman) | Waldo « Dustin » Brooks  | Ranger du Vent jaune    |
| Adam Tuominen (VF : Olivier Podesta)  | Hunter Bradley           | Ranger Tonnerre pourpre |
| Jorgito Vargas Jr (VF : Yoann Sover)  | Blake Bradley            | Ranger Tonnerre marine  |
| Jason Chan (VF : Denis Laustriat)     | Cameron « Cam » Watanabe | Ranger Samouraï vert    |

- Shane Clarke : Shane Clarke est l'ancien Ranger du Vent rouge et l'instructeur principal des arts ninja de l'air à l'Académie des Ninjas du Vent. Il est corrompu après avoir reçu un Morpher Ninja corrompu par Lothor et est utilisé pour capturer les étudiants de l'Académie des Ninjas du Vent et combattre les Rangers Dino Tonnerre. Après avoir combattu Conner McKnight en tête-à-tête, il retrouve sa bonté après avoir obtenu un Disque de Puissance purifié et se transforme une dernière fois pour faire équipe avec Conner McKnight, le Ranger Dino Tonnerre rouge, afin de combattre et vaincre Izzy et Pupperazzi.
- Tori Hanson : Tori Hanson est l'ancienne Ranger du Vent bleu et l'instructrice principale des arts ninja de l'eau à l'Académie des Ninjas du Vent. Elle est corrompue après avoir reçu un Morpher Ninja corrompu par Lothor et est utilisée pour capturer les étudiants de l'Académie des Ninjas du Vent et combattre les Rangers Dino Tonnerre. Après avoir combattu Kira Ford en tête-à-tête, elle retrouve sa bonté après avoir obtenu un Disque de Puissance purifié et se transforme une dernière fois pour faire équipe avec Kira Ford, la Ranger Dino Tonnerre jaune, afin de combattre Elsa.
- Waldo « Dustin » Brooks : Dustin Brooks est l'ancien Ranger du Vent jaune et l'instructeur principal des arts ninja de la terre à l'Académie des Ninjas du Vent. Il est corrompu après avoir reçu un Morpher Ninja corrompu par Lothor et est utilisé pour capturer les étudiants de l'Académie des Ninjas du Vent et combattre les Rangers Dino Tonnerre. Après avoir combattu Ethan James en tête-à-tête, il retrouve sa bonté après avoir obtenu un Disque de Puissance purifié et se transforme une dernière fois pour faire équipe avec Ethan James, le Ranger Dino Tonnerre bleu, afin de combattre et vaincre divers monstres ressuscités.
- Hunter Bradley : Hunter Bradley est l'ancien Ranger Tonnerre pourpre et un professeur à l'Académie des Ninjas du Tonnerre. Après avoir été contacté par Cam au sujet du retour de Lothor, il se rend dans les profondeurs de l'Abysse du Diable pour obtenir l'Amulette du Samouraï contenant ses pouvoirs. Après avoir réussi à purifier les Rangers du Vent, il fait équipe avec Tommy Oliver, le Ranger Dino Tonnerre noir, pour combattre et détruire un Zurgane ressuscité.
- Blake Bradley : Blake Bradley est l'ancien Ranger Tonnerre marine et un célèbre pilote de motocross qui se lie d'amitié avec les Rangers Dino Tonnerre après être venu à Reefside pour participer à une course. Après avoir été contacté par Cam au sujet du retour de Lothor, il se rend dans les profondeurs de l'Abysse du Diable pour obtenir l'Amulette du Samouraï contenant ses pouvoirs. Après avoir réussi à purifier les Rangers du Vent, il fait équipe avec Tommy Oliver, le Ranger Dino Tonnerre noir, pour combattre et détruire un Zurgane ressuscité.
- Cameron « Cam » Watanabe : Cam Watanabe est l'ancien Ranger Samouraï vert et conseiller à l'Académie des Ninjas du Vent. Après avoir appris le retour de Lothor, il contacte Hunter Bradley et Blake Bradley et voyage avec eux dans les profondeurs de l'Abysse du Diable pour obtenir l'Amulette du Samouraï contenant ses pouvoirs. Après avoir réussi à purifier les Rangers du Vent, il fait équipe avec Trent Fernandez-Mercer, le Ranger Dino Tonnerre blanc, pour combattre et détruire des Wolfblades ressuscités ainsi qu'une armée de divers soldats de base.
- Sensei Kanoï Watanabe (Grant McFarland) : Le Sensei Kanoï Watanabe est le directeur de l'Académie des Ninjas du Vent, qui est capturé par Lothor jusqu'à ce que Marah et Kapri le sauvent en prétendant être méchantes. Il aide ensuite Cam, Blake et Hunter lorsqu'ils tentent d'obtenir l'Amulette du Samouraï de l'Abysse du Diable.
- Marah et Kapri (Katrina Browne et Katrina Devine) : Marah et Kapri sont les nièces réformées de Kanoï et Lothor, qui sont inscrites à l'Académie des Ninjas du Vent. Elles prétendent toujours être méchantes afin de libérer Sensei Kanoï Watanabe et les étudiants de l'Académie des Ninjas du Vent capturés.

### Ennemis

#### Forteresse de l'Île
La Forteresse de l'Île est une forteresse semblable à un laboratoire située sur une île et utilisée par Mesogog et ses sbires comme base d'opérations. La Forteresse de l'Île de Mesogog est détruite par les Rangers Dino Tonnerre lorsque Mesogog a tenté de transformer la population humaine en dinosaures.
- Mesogog / Anton Mercer (Latham Gaines) : Mesogog est un hybride lézard/dinosaure créé par Anton Mercer après avoir bu une concoction inconnue, devenant ainsi l'alter ego d'Anton Mercer qui désire l'extinction complète de la race humaine et la résurrection de la race des dinosaures. Pour accomplir cette tâche, il avait besoin des Dino Cristaux, qui devinrent finalement la source de pouvoir des Rangers Dino Tonnerre. Mesogog se sépare finalement d'Anton Mercer afin de mettre en œuvre son plan final de transformer la race humaine en dinosaures à l'aide d'un laser alimenté par les Dino Cristaux. Cependant, il échoue lorsque les Rangers Dino Tonnerre font exploser sa forteresse insulaire. Il survit à la destruction de sa base et utilise les énergies qu'il a absorbées des Dino Cristaux pour se transformer en une créature plus proche d'un dinosaure. Ce n'est qu'en utilisant les pouvoirs ultimes des Dino Cristaux que les Rangers Dino Tonnerre ont pu détruire Mesogog.
- Elsa / Principale Randall (Miriama Smith) : Elsa était autrefois une femme ordinaire qui a été transformée par Mesogog en une cyborg et complice pour l'aider en tant que combattante et créatrice de monstres. Elle est également utilisée comme espionne pour lui à l'école secondaire de Reefside, créant son alter ego, le directeur Randall. Après la présumée destruction de Zeltrax par le Ranger Dino Tonnerre noir, elle devient la seconde de Mesogog et commence secrètement à saper son autorité après qu'il l'a constamment menacée pour avoir échoué à vaincre les Rangers Dino Tonnerre. Lorsque Mesogog découvre cela et que les Rangers Dino Tonnerre apprennent son alter ego, Mesogog lui retire le pouvoir qu'il lui avait donné, la transformant en une simple humaine. Elle est ensuite utilisée comme bouclier par Zeltrax après qu'il l'a kidnappée, jusqu'à ce qu'elle soit sauvée par le Ranger Dino Tonnerre noir. Après cela, elle assiste au bal du lycée et révèle qu'elle deviendra la nouvelle directrice de l'école secondaire de Reefside.
- Zeltrax (James Gaylyn) : Zeltrax est un guerrier cyborg noir qui était autrefois connu sous le nom de Terrance Smith, un ancien collègue de Tommy Oliver qui a été gravement blessé lors d'une expérience. Il est trouvé par Mesogog et transformé en Zeltrax pour servir de général dans son armée. Zeltrax a une rivalité féroce avec Tommy Oliver car il a perdu un poste chez Mercer Industries, ce qui l'a amené à travailler dans l'entreprise où son accident s'est produit. Zeltrax est présumé détruit pendant un certain temps après que le Ranger Dino Tonnerre noir a fait exploser son vaisseau d'assaut aérien avec lui à l'intérieur. Son premier objectif après son retour était d'utiliser l'Arbre de Vie et son énergie pour acquérir une forme invincible. Il réussit, cependant, il est gravement blessé par la Puissance TransDino de Conner. Plus tard, il revient pour kidnapper une Elsa purifiée après la présumée destruction de Mesogog et l'utilise comme bouclier pendant que son Zelzord attaque Reefside. Il est finalement détruit par une attaque combinée de la Ranger Dino Tonnerre jaune et du Ranger Dino Tonnerre noir.

| Acteurs              | Rôles                                         | Rangers                                       |
| -------------------- | --------------------------------------------- | --------------------------------------------- |
| Adam Gardiner (voix) | Clone maléfique du Ranger Dino Tonnerre blanc | Clone maléfique du Ranger Dino Tonnerre blanc |

- Clone maléfique du Ranger Dino blanc (Adam Gardiner) : Le clone maléfique du Ranger Tonnerre blanc est un clone sans âme du Ranger Dino Tonnerre blanc créé par Zeltrax en utilisant l'arme survivante du monstre détruit, Copyotter. Il est ensuite utilisé comme renfort dans l'armée de Mesogog, étant utilisé pour combattre les Rangers Dino Tonnerre avec des monstres ou avec son Dino StégoZord. Il est également capable de créer lui-même des monstres appelés White Terrorsaurus. Le clone maléfique du Ranger Dino Tonnerre blanc finit par faiblir en raison d'un dysfonctionnement dans la Grille de Transformation, se battant contre Trent Fernandez-Mercer pour la possession totale des pouvoirs, mais il est détruit par ce dernier d'un coup de sa Drago Épée.
- Tyrannodrones : Les Tyrannodrones sont des créatures hybrides de dinosaures et de reptiles créées par Anton Mercer et Tommy Oliver. Après qu'Anton Mercer est devenu Mesogog, il utilise les Tyrannodrones comme soldats à ses pieds.
- Triptoïds : Les Triptoïds sont des créatures noires et blanches ressemblant à des amibes provenant du jeu vidéo "Wizard Wood". Lorsqu'ils sont accidentellement ramenés dans le monde réel par Demagnetron, Zeltrax les capture et les donne à Mesogog pour qu'il les utilise comme soldats à ses pieds.

#### Grotte de Lothor
- Lothor (Grant McFarland) : Lothor est un seigneur de guerre ninja de l'espace maléfique capable de s'échapper de l'Abysse du Diable et qui se déguise en son frère, Sensei Watanabe, afin de tromper les Rangers du Vent pour qu'ils activent les Morphers Ninja qui les transforment en êtres maléfiques. Lorsque Mesogog apprend l'existence de ses Power Rangers maléfiques, il propose d'unir leurs forces pour conquérir le monde. Cependant, lorsque ses plans échouent, Lothor est trahi par Mesogog puis est réduit à petite taille et emprisonné dans un bocal.
- Zurgane (Peter Rowley) : Zurgane est le bras droit de Lothor et a pour mission de garder l'Amulette du Samouraï dans les profondeurs de l'Abysse du Diable. Lorsque les Rangers du Vent sont libérés du contrôle de Lothor, il co-dirige les armées combinées de Lothor et Mesogog pour combattre les Rangers Dino Tonnerre, les Ninja Rangers, mais il est détruit par les efforts combinés du Ranger Dino Tonnerre noir et des Rangers Tonnerre.
- Izzy & Pupperazi (James Coleman) : Izzy & Pupperazi sont deux guerriers silencieux que Lothor a ramenés avec lui après s'être échappé de l'Abysse du Diable. Ils aident Lothor à capturer à nouveau les élèves de l'Académie des Ninjas du Vent et accompagnent les Rangers du Vent maléfiques lorsqu'ils affrontent les Rangers Dino Tonnerre. Plus tard, ils rejoignent les armées combinées de Mesogog et Lothor pour combattre les Rangers Dino Tonnerre, les Ninja Rangers, mais ils sont tous deux détruits par les efforts combinés du Ranger du Vent rouge et du Ranger Dino Tonnerre rouge.
- Rangers du Vent maléfiques (Pua Magasiva, Sally Martin & Glenn McMillan) : Les Rangers du Vent sont trompés par Lothor, qui leur fait accepter des Morphers Ninja corrompus, les transformant en Rangers maléfiques. Ils sont utilisés pour aider Lothor à capturer les élèves de l'Académie des Ninjas du Vent et sont ensuite envoyés avec Izzy, Pupperazi et une armée de Kelzaks pour combattre les Rangers Dino Tonnerre à Reefside, les battant lors de leur première bataille. Ils défient ensuite les Rangers Dino Tonnerre pour une revanche, les affrontant en combat singulier sans leurs morphers et les battant presque une nouvelle fois, jusqu'à ce qu'ils soient trompés en acceptant des Disquettes d'Énergie purifiés, ce qui brise leur influence maléfique.
- Kelzaks : Les Kelzaks sont des créatures ressemblant à des ninjas noirs utilisées par Lothor comme soldats de base.

## Armes
- Dino Morphers ◆◆◆ : Les Dino Morphers sont les outils nécessaires pour se transformer en Rangers Dino Tonnerre.
  - Morpher Triassique : Lorsque le Ranger Dino Tonnerre rouge devient le Ranger Triassique, son Dino Morpher change de sa couleur habituelle rouge à une couleur dorée.
    - Morpher TransDino : Le Morpher du Ranger Triassique se transforme en Morpher TransDino lorsque celui-ci reçoit suffisamment d'énergie Dino. Le Morpher TransDino active l'armure Pussance TransDino.
- Brachio Morpher : Le Brachio Morpher est l'outil nécessaire pour se transformer en Ranger Dino Tonnerre noir.
- Drago Morpher : Le Drago Morpher est l'outil nécessaire pour se transformer en Ranger Dino Tonnerre blanc.
- Dino Cristaux ◆◆◆◆◆ : Les Dino Cristal sont des cristaux de l'espace créées par le Maître de la Transformation rouge, destinées à devenir une source de pouvoir pour une future équipe de Power Rangers. Elles se sont mystérieusement incrustées dans l'astéroïde qui a provoqué l'extinction des dinosaures. À notre époque, elles sont devenues les sources de pouvoir des Rangers Dino Tonnerre, leur conférant des capacités spéciales même sous leur forme civile.
  - Dino Cristal rouge : Le Dino Cristal rouge est un cristal spatial rouge créé par le Maître de la Transformation rouge et placé dans une météorite qui a provoqué l'extinction des dinosaures. Conner McKnight découvre le Dino Cristal rouge dans la base souterraine de Tommy Oliver à Reefside, il se lie avec ce cristal et utilise son pouvoir pour devenir le Ranger Dino Tonnerre rouge. Le Dino Cristal rouge confère également à Conner McKnight une super-vitesse.
  - Dino Cristal bleu : Le Dino Cristal bleu est une cristal spatial bleu créé par le Maître de la Transformation rouge et placé dans une météorite qui a provoqué l'extinction des dinosaures. Ethan James découvre le Dino Cristal bleu dans la base souterraine de Tommy Oliver à Reefside, il se lie avec ce cristal et utilise son pouvoir pour devenir le Ranger Dino bleu. Le Dino Cristal bleu confère également à Ethan James une peau semblable à une armure.
  - Dino Cristal jaune : Le Dino Cristal jaune est un cristal spatial jaune créé par le Maître de la Transformation rouge et placé dans une météorite qui a provoqué l'extinction des dinosaures. Kira Ford découvre le Dino Cristal jaune dans la base souterraine de Tommy Oliver à Reefside, elle se lie avec ce cristal et utilise son pouvoir pour devenir la Ranger Dino Tonnerre jaune. Le Dino Cristal jaune confère également à Kira Ford la capacité de crier de manière supersonique.
  - Dino Cristal noir : Le Dino Cristal noir est un cristal noir spatial noir créé par le Maître de la Transformation rouge et placé dans une météorite qui a provoqué l'extinction des dinosaures. Mesogog trouve le Dino Cristal noir et enlève Tommy Oliver pour le forcer à libérer le Dino Cristal noir qui est enfermé dans de l'ambre, afin de l'utiliser pour progresser dans ses intentions maléfiques. Finalement, Tommy libère le Dino Cristal noir et l'utilise conjointement avec le Brachio Morpher pour se transformer en Ranger Dino Tonnerre noir. Le Dino Cristal noir confère également à Tommy le pouvoir de l'invisibilité.
  - Dino Cristal blanc : Le Dino Cristal blanc est un cristal spatial blanc créé par le Maître de la Transformation rouge et placé dans une météorite qui a provoqué l'extinction des dinosaures. Mesogog trouve le Dino Cristal blanc et l'enveloppe de mal pendant un an, à l'insu de Tommy Oliver. Trent Fernandez-Mercer tombe sur le Dino Cristal blanc après avoir utilisé un Téléportail pour se téléporter sur l'île forteresse de Mesogog, il se lie avec le cristal et est transformé de force en Ranger Dino Tonnerre blanc, qui contrôle son corps lorsqu'il se transforme et finit par le rendre complètement maléfique jusqu'à ce que le codage maléfique soit détruit lorsque Mesogog tente de le priver de son pouvoir. Le Dino Cristal blanc confère également à Trent le pouvoir de se camoufler.
- Épée Maxi Tonnerre ◆◆◆ : Les Épées Maxi Tonnerre sont des armes de type épée utilisées par les Rangers Dino Tonnerre comme armes de mêlée. Les Épées Maxi Tonnerre peuvent également se transformer en des armes de type blaster appelées les Blasters Maxi Tonnerre.
- Blaster T-Rex Puissance maximale ◆◆◆◆◆ : La Drago Épée peut aussi s'assembler au Blaster T-Rex pour former l'ultime Blaster T-Rex.
  - Blaster T-Rex avec la Lance Brachio ◆◆◆◆ : La Lance Brachio peut aussi s'assembler au Blaster T-Rex pour disposer d'une plus grande puissance de feu.
    - Blaster T-Rex ◆◆◆ : Le T-Rex Blaster est une arme de type blaster formée lorsque les Rangers Dino Tonnerre combinent leurs armes. Dans "Grid Connection", le T-Rex Blaster est combiné avec la Dino Pointe des Rangers Dino Charge , le Ptéro Sabre Doré et le Mega Laser des Rangers (Mighty Morphin) pour former le Dino Power Ultra Blaster.
      - Bâton T-Rex : Le Bâton T-Rex est l'arme personnelle du Ranger Dino Tonnerre rouge, qui prend la forme d'un bâton.
      - Bouclier Tricéra : Le Bouclier Tricéra est l'arme personnelle du Ranger Dino Tonnerre bleu, qui prend la forme d'un bouclier.
      - Griffes Ptéra : Les Griffes Ptéra sont les armes personnelles de la Ranger Dino Tonnerre jaune, qui prennent la forme de dagues.

    - Lance Brachio : La Lance Brachio est l'arme personnelle du Ranger Dino Tonnerre noir, qui prend la forme d'une épée. La Lance Brachio a la capacité d'invoquer les éléments en tournant un bouton.

  - Drago Épée : La Drago Épée est l'arme personnelle du Ranger Dino Tonnerre blanc, qui combine les caractéristiques d'une épée et d'une dague.
    - Drago Épée Mode Épée : Le Ranger Dino Tonnerre blanc possède sa Drago Épée pour se défendre. Elle est utilisable dans son mode initial pour lancer des attaques ou des sortilèges. Elle peut se transformer en Épée pour des combats rapprochés.
- Dino Pouvoirs : Avec les Dino Cristaux, chaque Ranger dispose de son propre pouvoir.
  - Vitesse du T-Rex : Grâce aux pouvoirs du Dino Cristal rouge, Conner possède le pouvoir de se déplacer et de réagir à des vitesses surhumaines. Cela inclut sa vitesse physique, son temps de réaction et ses réflexes. Sa vitesse maximale est inconnue, mais elle se situe probablement aux alentours de la vitesse du son. Lorsqu'il utilise ses pouvoirs, tout ce qui se passe en temps normal semble ralentir de son point de vue, tandis qu'il accélère du point de vue de son adversaire.
  - Peau Tricéra : Grâce aux pouvoirs du Dino Cristal bleu, Ethan a le pouvoir de rendre sa peau impénétrable et aussi dure qu’un rocher, semblable aux écailles d’un Tricératops. Sa peau devient semblable à des écailles et prend une teinte bleue lorsqu’il utilise ce pouvoir.
  - Cri Ptéra : Grâce aux pouvoirs du Dino Cristal jaune, Kira peut émettre un cri sonique destructeur de ses cordes vocales qui a assez de puissance pour aplatir tout ce qui se trouve sur le chemin du cri. En tant qu'attaque basée sur le son, elle a également l'effet supplémentaire de nuire à l'audition de la cible.
  - Invisibilité : Grâce aux pouvoirs du Dino Cristal noir, Tommy dispose du pouvoir d'invisibilité. Il peut disparaître à volonté.
  - Camouflage : Grâce aux pouvoirs du Dino Cristal blanc, Trent dispose du pouvoir de camouflage. Il peut se fondre dans le décor qui l'entoure, afin d'espionner ses ennemis
- Mode Super Dino ◆◆◆◆◆ : Le Mode Super Dino est un mode surpuissant utilisé par les Rangers Dino Tonnerre lorsqu'ils canalisent au maximum le pouvoir de leurs Dino Cristaux.
  - Mode Super Dino Ranger rouge : Le Mode Super Dino est un mode surpuissant utilisé par le Ranger Dino Tonnerre rouge lorsqu'il canalise le pouvoir de sa Dino Cristal rouge à son maximum.
  - Mode Super Dino Ranger bleu : Le Mode Super Dino est un mode surpuissant utilisé par le Ranger Dino Tonnerre bleu lorsqu'il canalise le pouvoir de sa Dino Cristal bleu à son maximum.
  - Mode Super Dino Ranger jaune : Le Mode Super Dino est un mode surpuissant utilisé par la Ranger Dino Tonnerre jaune lorsqu'il canalise le pouvoir de sa Dino Cristal jaune à son maximum.
  - Mode Super Dino Ranger noir : Le Mode Super Dino est un mode surpuissant utilisé par le Ranger Dino Tonnerre noir lorsqu'il canalise le pouvoir de sa Dino Cristal noir à son maximum.
  - Mode Super Dino Ranger blanc : Le Mode Super Dino est un mode surpuissant utilisé par le Ranger Dino Tonnerre blanc lorsqu'il canalise le pouvoir de sa Dino Cristal blanc à son maximum.

- Bouclier du Triomphe : Le Bouclier du Triomphe est une arme en forme de bouclier utilisée par le Ranger Triassique.
  - Ranger Triassic : Le Mode Triassique est un mode surpuissant inspiré du styracosaure utilisé par les Rangers Dino Tonnerre rouge lorsque le Ranger Dino Tonnerre bleu et la Ranger Dino Tonnerre jaune prêtent une partie de leur pouvoir du Dino Cristal au Bouclier du Triomphe.
    - Puissance TransDino : L'armure Puissance TransDino est une puissante armure utilisée par le Ranger Dino Tonnerre rouge après avoir poussé son énergie au-delà du Mode Super Dino ou du Mode Triassique. L'armure Puissance TransDino est d'abord utilisée pour sauver Krista de Super Zeltrax.

- Raptor Rangers ◆◆◆◆ : Les Raptor Rangers sont des vélociraptors multicolores éclos à partir d'œufs et montés par les Rangers Dino Tonnerre.
  - Raptor Ranger rouge : Le Raptor Ranger rouge est un vélociraptor rouge monté par le Ranger Dino Tonnerre rouge.
  - Raptor Ranger bleu : Le Raptor Ranger bleu est un vélociraptor bleu monté par le Ranger Dino Tonnerre bleu.
  - Raptor Ranger jaune : Le Raptor Ranger jaune est un vélociraptor jaune monté par la Ranger Dino Tonnerre jaune.
  - Raptor Ranger noir : Le Raptor Ranger noir est un vélociraptor noir monté par le Ranger Dino Tonnerre noir.

- Motos Dino ◆◆◆ : Les Motos Dino sont des véhicules de type moto conduites par les Rangers Dino Tonnerre.
  - Moto Dino rouge : La Moto Dino rouge est un véhicule de type moto conduite par le Ranger Dino Tonnerre rouge.
  - Moto Dino bleue : La Moto Dino bleu est un véhicule de type moto conduite par le Ranger Dino Tonnerre bleu.
  - Moto Dino jaune : La Moto Dino jaune est un véhicule de type moto conduite par la Ranger Dino Tonnerre jaune.

- Quads Dino ◆◆ : Les Quads Dino sont des véhicules de type quad créés par Mesogog pour le Ranger Dino Tonnerre blanc en échange d'un service rendu.
  - Quad Dino noir : Le Quad Dino noir est un véhicule de type quad créé par Mesogog et conduit par le Ranger Dino Tonnerre noir.
  - Quad Dino blanc : Le Quad Dino blanc est un véhicule de type quad créé par Mesogog et conduit par le Ranger Dino Tonnerre blanc.

- Aéro Moto : Le Aéro Moto est un véhicule de type moto créé par Hayley et amélioré avec la capacité de voler afin que le Ranger Dino Tonnerre bleu puisse vaincre Tutenhawken.
- Camion Tricéramax : Le Camion Tricéramax est un camion utilisé pour se rendre à la forteresse insulaire de Mesogog afin d'empêcher ce dernier d'utiliser un laser ayant le pouvoir de transformer la population humaine en hybrides humains/dinosaures.

## Zords

### Dino Zords
- TyrannoZord : Le TyrannoZord est un Zord de type tyrannosaure piloté par le Ranger Dino Tonnerre rouge.
- TricéraZord : Le TricéraZord est un Zord de type tricératops piloté par le Ranger Dino Tonnerre bleu.
- PtéraZord : Le PtéraZord est un Zord de type ptérodactyle piloté par le Ranger Dino Tonnerre jaune.
- BrachioZord : Le BrachioZord est un Zord de type brachiosaure qui est commandé par le Ranger Dino Tonnerre noir. Le BrachioZord abrite également tous les autres Dino Zords.
- DragoZord : Le DragoZord est un Zord de type tupuxuara piloté par le Ranger Dino Tonnerre blanc.

### Zords auxiliaires
- CéphaloZord : Le CéphaloZord est un Zord de type pachycéphalosaure utilisé par les Rangers Dino Tonnerre comme Zord auxiliaire.
- DimétroZord : Le DimétroZord est un Zord de type dimétrodon utilisé par les Rangers Dino Tonnerre comme Zord auxiliaire.
- StégoZord : Le StégoZord est un Zord de type stégosaure qui est utilisé par le Ranger Dino Tonnerre blanc pour se combiner avec le DragoZord afin de former le Dino StégaZord.
- ParasaureZord : Le ParasaureZord est un Zord de type parasaurolophus utilisé par les Rangers Dino Tonnerre comme Zord auxiliaire.
- AnkyloZord : L'AnkyloZord est un zord de type ankylosaure utilisé par les Rangers Dino Tonnerre comme Zord auxiliaire.

### Zords Triassique
- Zord Triassique : Le Zord Triassique est un Zord de type styracosaure piloté par le Ranger Triassique.

## Megazords
- Megazord Dino Tonnerre ◆◆◆ : Les Zords principaux des Rangers Dino Tonnerre peuvent se combiner les uns avec les autres pour former le Megazord Dino Tonnerre.
  - Megazord Dino Tonnerre Mode Céphalo ◆◆❖ : Le CéphaloZord peut se combiner avec le Megazord Dino Tonnerre pour former le Megazord Dino Tonnerre Mode Céphalo.
  - Megazord Dino Tonnerre Mode Dimétro ◆◆◆❖ : Le DimétroZord peut se combiner avec le Megazord Dino Tonnerre pour former le Megazord Dino Tonnerre Mode Dimétro.
  - Megazord Dino Tonnerre Mode Stégo ◆◆◆❖ : Le StégoZord peut se combiner avec le Megazord Dino Tonnerre pour former le Megazord Dino Tonnerre Mode Stégo.
  - Megazord Dino Tonnerre Mode Parasaure ◆◆◆❖ : Le ParasaureZord peut se combiner avec le Megazord Dino Tonnerre pour former le Megazord Dino Tonnerre Mode Parasaure.
  - Megazord Dino Tonnerre Mode Ankylo ◆◆❖ : L'AnkyloZord peut se combiner avec le Megazord Dino Tonnerre pour former le Megazord Dino Tonnerre Mode Ankylo.
  - Megazord Dino Tonnerre Incomplet ◆◆ : Le TyrannoZord et le TricéraZord peuvent se combiner entre eux pour former une version plus faible du Megazord Dino Tonnerre.
  - Megazord Dino Tonnerre Mode Ankylo et Parasaure ◆◆❖❖ : L'AnkyloZord et le ParasaureZord peuvent se combiner avec le Megazord Dino Tonnerre pour former le Megazord Dino Tonnerre Mode Ankylo et Parasaure.

- Dino StégoZord ◆❖ : Le DragoZord et le StégoZord peuvent se combiner entre eux pour former le Dino StégoZord.
  - Dino StégoZord Mode Céphalo et Dimétro ◆❖❖❖ : Le CéphaloZord et le DimétroZord peuvent se combiner avec le Dino StégoZord pour former le Dino StégoZord Mode Céphalo et Dimétro.
  - Dino StégoZord Mode Ankylo et Parasaure ◆❖❖❖ : L'AnkyloZord et le ParasaureZord peuvent se combiner avec le Dino StégoZord pour former le Dino StégoZord Mode Ankylo et Parasaure.

- Megazord Mézodon : Le Zord Triassique a la capacité de se transformer en une forme humanoïde connue sous le nom de Megazord Mézodon.
- Megazord TricéraMax ◆❖❖❖❖ : Le Megazord Mézodon peut se combiner avec les Zords Auxiliaires pour former le Megazord TricéraMax.
- Megazord Dino Tonnerre Pouvoir Maximum ◆◆◆◆◆◆ : Le Megazord Dino Tonnerre peut se combiner avec le DragoZord et le StégoZord pour former le Megazord Dino Tonnerre Pouvoir Maximum.

## Épisodes de la douzième saison (2004)
| Saison | Saison | Épisodes | États-Unis      | États-Unis       | France | France |
| Saison | Saison | Épisodes | Début           | Fin              | Début  | Fin    |
| ------ | ------ | -------- | --------------- | ---------------- | ------ | ------ |
|        | 12     | 38       | 14 février 2004 | 20 novembre 2004 | 2005   | NC     |

## Autour de la série
- Emma Lahana avait auditionné pour le rôle de Tori Hanson, le Ranger bleu de Power Rangers : Force Cyclone, qui fut attribué à Sally Martin. Les deux actrices se retrouvent également dans l'épisode Une nouvelle équipe de rangers dans Power Rangers : Opération Overdrive.
- James Napier Robertson a également le rôle de Éric McKnight, le frère jumeau de Connor, dans le dernier épisode de Power Rangers : Force Cyclone.
- Emma Lahana a eu une relation avec Brandon Jay McLaren, le Ranger rouge de Power Rangers : Super Police Delta